# Escut antic de Sant Romà d'Abella

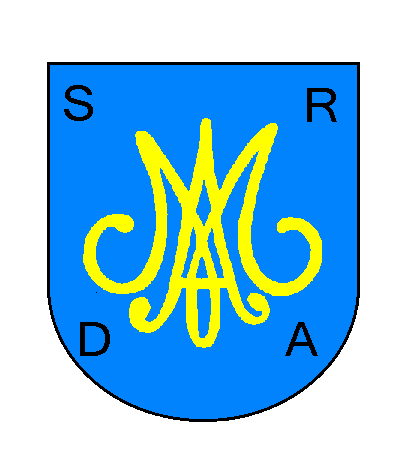
Escut antic de Sant Romà d'Abella

Antic escut municipal de Sant Romà d'Abella, al Pallars Jussà. Perdé vigència el 1970, any de creació del nou municipi d'Isona i Conca Dellà, que en un primer moment adoptà per a tot el nou terme l'escut antic d'Isona.

## Descripció heràldica
D'atzur, l'anagrama de Maria, d'or; a cada angle, una de les lletres S R D A de sable.